# Mutante (finzione)
Il mutante, nelle opere di fantasia, è un tipo di personaggio comparso prima nei racconti di fantascienza e nei fumetti, poi nei film.

## Caratteristiche
I mutanti sono delle creature (in genere umanoidi), che grazie a mutazioni del proprio DNA - incidentali o create appositamente in laboratorio - assumono, fin dalla nascita, delle caratteristiche diverse da quelle degli individui normali, o degli esseri viventi della medesima specie, generalmente conferendo loro abilità superiori, capacità atipiche per la specie a cui appartengono o facoltà al di sopra dell'ordinario, a cui si fa spesso riferimento col termine generico di poteri (o superpoteri). In alcuni casi vengono caratterizzati da un aspetto mostruoso. Diversamente dai mutati, individui che manifestano i loro poteri dopo l'esposizione ad una qualche forma di energia, i mutanti nascono già provvisti di poteri che si manifestano dopo una certa età.

## Letteratura

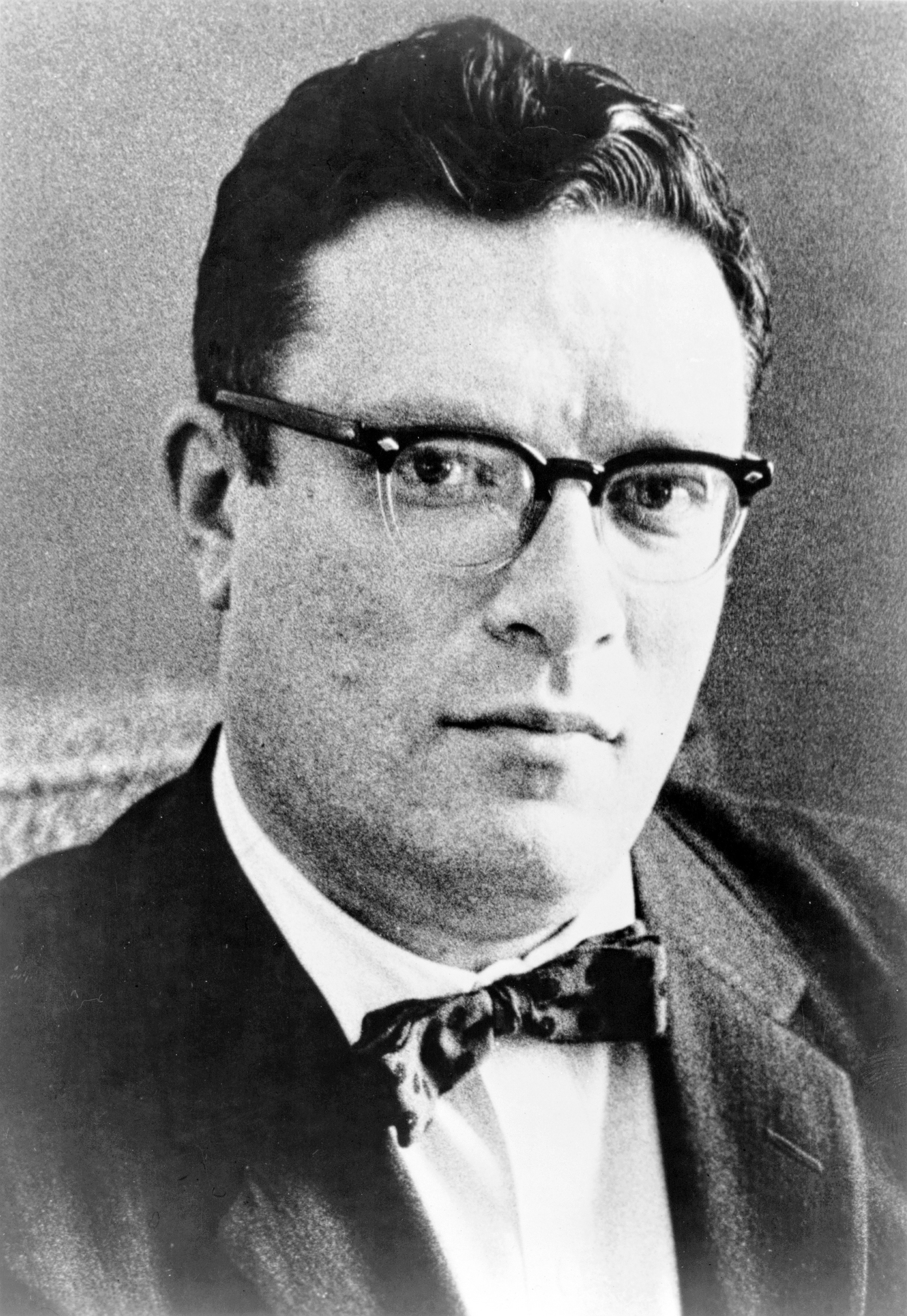
Isaac Asimov

Esistono molti esempi di personaggi di fantasia riconducibili alla fattispecie: H. G. Wells nel romanzo La macchina del tempo usa come antagonisti del racconto un'intera razza derivante da quella umana, chiamata Morlock, che hanno un aspetto mostruoso, deforme con grandi limitazioni fisiche rispetto ad un umano normale, ma sono in grado di aggredire e cibarsi dell'unica altra forma di vita derivante dall'uomo, gli Eloi che vengono dominati ed allevati come fonte di cibo.
Isaac Asimov, nel suo Ciclo della Fondazione, introduce il personaggio del Mule: un mutante dall'aspetto più grottesco che mostruoso che si cela sotto le mentite spoglie di un debole giullare mentre è invece un individuo con grandi capacità telepatiche che si è prefisso di cambiare il futuro progettato da Hari Seldon e dominare la Galassia. A sua volta il Mule è un mutante rispetto alla popolazione di Gaia, caratterizzata da un'indole tanto altruista quanto quella del Mule è egocentrica e tesa al dominio e con poteri simili (ma di grado inferiore) rispetto a quelli del Mule. Parimenti lo stesso ciclo rivela che gli abitanti della colonia Spaziale di Solaria, inizialmente esseri umani, dopo millenni di isolazionismo e sperimentazione genetica sono diventati una specie mutante ermafrodita, longeva e dotata dell'abilità innata di manipolare ogni forma di energia a proprio piacimento.
Altri mutanti famosi sono quelli descritti da Frank Herbert nel suo ciclo di Dune, che sono varie forme di mutazione della razza umana, dai Mentat ai nanerottoli Tleilaxu, ai Navigatori della Gilda Spaziale fino ad arrivare allo stesso protagonista, Paul Atreides, frutto di una selezione genetica per generare il Kwisatz Haderach, un messia con enormi poteri di preveggenza e al figlio di questi Leto II il quale, fondendosi con lo stadio larvale dei vermi delle sabbie del pianeta Arrakis, acquisisce una estrema longevità e un corpo mostruoso.

## Fumetto

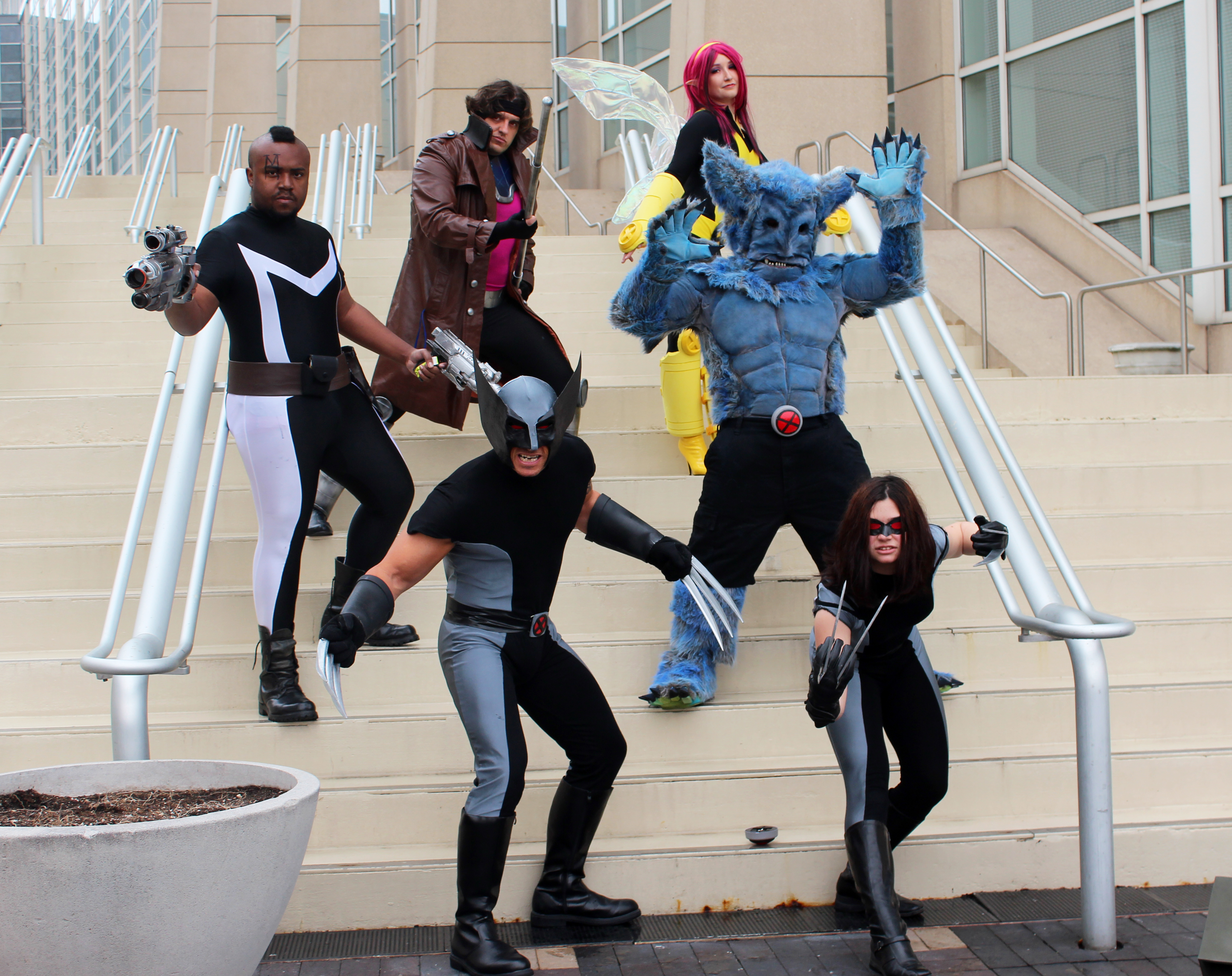
Cosplay degli X-Men allo Chicago Comic & Entertainment Expo (C2E2) del 2013

Nei fumetti, gli esempi più noti di mutanti sono i personaggi introdotti dalla serie X-Men, ideata da Stan Lee e Jack Kirby e pubblicata dalla casa editrice Marvel Comics fin dagli anni sessanta, personaggi divenuti all'inizio del XXI secolo anche un notevole successo cinematografico. In questi fumetti, i mutanti sono definiti anche con un nome scientifico di fantasia, Homo superior, ad indicare l'inizio di una nuova specie, ipotetica evoluzione dell'Homo sapiens.
Questa distinzione non è così netta né rilevante nell'altro grande universo immaginario popolato da esseri dotati di superpoteri, a cui ha dato vita l'altra grande casa editrice statunitense di fumetti di supereroi, la DC Comics: quest'ultima ha optato per il termine metaumani per descrivere tutti gli individui dotati di capacità sovrumane, senza distinzioni fra coloro che le hanno dalla nascita e coloro che le hanno ottenute in seguito per cause esterne. Il prefisso "meta-" significa semplicemente "oltre", cioè descrive persone e abilità che vanno oltre i limiti umani.
Nella serie alternativa Ultimate Spider-Man (sempre dell'universo Marvel), lo studente Peter Parker viene a contatto con un ragno geneticamente modificato che lo trasformerà in un mutante uomo-ragno.. Avrà anche dei nemici mutanti tra cui Curt Connors, un genetista che ricercava la capacità di alcuni rettili di ricrescere arti mancanti. Ha sviluppato un siero a base di DNA di lucertola che avrebbe permesso agli umani di fare lo stesso e lo ha testato su se stesso, sperando di ritrovare il braccio destro mancante; invece, si trasforma in una lucertola mutante antropomorfa selvaggia.
Altre case editrici hanno sfruttato il medesimo archetipo letterario, caratterizzandolo con piccole differenze: Malibu Comics definiva in generare i suoi personaggi come Ultra, mentre post umano viene usato nell'universo supereroistico della WildStorm.
In Italia appartengono al genere alcuni personaggi presenti nella collana bonelliana Nathan Never come i mutati, i supersapiens, gli ultrasapiens, i tecnoroidi ed altri, le cui genesi sono tra le più disparate e varie. Anche in altre collane di fantascienza di altre case editrici italiane sono presenti personaggi simili.
Nel manga Gangsta., disegnato da Kohske, sono presenti degli umani speciali noti con il nome di Twilight, o Razza del Crepuscolo, con capacità Fisiche superiori a quelle dei comuni umani causate da una droga detta celbrer.
Akira Toriyama, autore del manga Dragon Ball, ha dichiarato che i personaggi di Freezer e Re Cold sono mutanti risultati dall'incrocio tra diverse altre razze. In Dragon Ball GT, terza serie animata del franchise, compaiono inoltre le macchine mutanti, esseri completamente meccanici con proprietà biologiche.
Tartarughe Ninja è una serie a fumetti di genere fantascientifico ideata nel 1984. In seguito a un incidente automobilistico, un pericoloso liquame radioattivo venne disperso nelle fogne di New York, contaminando quattro piccole tartarughe smarrite nel trambusto dell'evento. Le vittime del contagio subirono una lenta ma radicale mutazione genetica, che le portò ad assumere caratteristiche vistosamente antropomorfe e facoltà intellettive non inferiori a quelle umane. Il loro maestro, anch'egli contaminato dalle radiazioni e subendo un processo simile a quello delle tartarughe ma trasformato in un topo mutante, decide di adottare i giovani mutanti come figli ed educarli nelle arti marziali. Le Tartarughe Ninja hanno anche due nemici mutanti: Bebop e Rocksteady.
Nella serie Ken il guerriero un conflitto mondiale negli anni novanta del XX secolo ha causato il collasso della civiltà e una devastazione ambientale in tutto il pianeta. I sopravvissuti alle esplosioni atomiche si sono ridotti a vivere in piccole comunità in oasi in mezzo al deserto, assediati da bande di predoni, alcuni di questi mutanti, ad esempio Madara della Famiglia Cobra.

## Film e serie TV
Alcuni esempi di film e serie TV che contengono figure mutanti sono:
- In Total Recall i primi coloni di Marte esposti alle radiazioni spaziali a causa di cupole fatte a buon mercato danno alla luce mutanti e molti di loro hanno acquisito abilità psichiche. I mutanti combattono contro le forze dell'amministratore planetario Vilos Cohaagen e organizzano una ribellione guidata da Kuato, un sensitivo umanoide che si nasconde nella pancia del gemello siamese.
- Nel film Le colline hanno gli occhi, ci sono esseri umani i cui corpi sono divenuti deformi a causa dell'esposizione alle radiazioni dai test sulle armi nucleari.
- In Chernobyl Diaries, i mutanti sono il risultato di esseri umani esposti alle radiazioni durante il disastro di Černobyl'. Il governo ucraino tace sull'incidente e spesso elimina i testimoni sopravvissuti rinchiudendoli in una stanza contenente uno dei mutanti.
- Nella serie animata Biker Mice da Marte è presente un mutante di nome Fred[20].
- Nel franchising di serie televisive Power Rangers sono presenti diversi mutanti[21].
- Nel film Mutant Chronicles, conosciuto in Italia anche come Il tempo dei mutanti, nell'anno 2707 per salvare l'umanità viene chiamata una chiesa universale che dovrà combattere contro creature mutanti, accidentalmente liberate sul pianeta dalla "Macchina", un dispositivo alieno che può trasformare a sua volta gli esseri umani in mutanti[22].
- In Judge Dredd, ambientato in una distopia postapocalittica, la Angel Gang è composta da mutanti religiosi e cannibali colpiti dalle radiazioni delle guerre atomiche. Nel riavvio del 2012 i genitori di Cassandra Anderson sono morti di cancro per l'esposizione alle radiazioni della Terra Maledetta mentre lei è nata fisicamente sana con poteri telepatici innati, che le hanno concesso il reclutamento nel Dipartimento di Giustizia, poiché ai mutanti è generalmente vietato diventare giudici.
- I mutanti sono tra le creature che appaiono in Quella casa nel bosco. Cinque studenti universitari hanno trovato l'assortimento di diversi oggetti nel seminterrato; uno di loro contiene una maschera antigas e tonici che, se manomessi, possono evocare i Mutanti. Il Dipartimento Demolizioni della Struttura scommette su di loro.
- Nella serie TV Street Sharks - Quattro pinne all'orizzonte uno scienziato inietta a quattro uomini il DNA di alcuni squali e in seguito questi si trasformano in quattro squali umanoidi mutanti e dalla grande forza fisica[23].

I protagonisti mutanti della serie Street Sharks

- In Pandorum si scopre che i "Cacciatori" sono la progenie mutata dei passeggeri di una nave di generazione in deterioramento che sono stati prematuramente risvegliati e costretti al cannibalismo. La mutazione è attribuita a un enzima dato ai passeggeri che aveva lo scopo di aiutarli ad adattarsi alla vita su un nuovo pianeta, invece si sono adattati alle condizioni selvagge sulla nave oscura, rendendoli simili ai Morlock.
- In L'altra faccia del pianeta delle scimmie i mutanti sono i figli dei sopravvissuti all'olocausto nucleare che ha trasformato la Terra nel pianeta delle scimmie, e vivono sotto la Zona Proibita e adorano la bomba Alpha-Omega, un dispositivo apocalittico. A causa dell'esposizione alle radiazioni, i mutanti hanno sviluppato poteri telepatici che usano per creare allucinazioni per spaventare le scimmie e in alternativa costringere i loro prigionieri a combattere a morte contro la loro volontà.
- In The Toxic Avenger e nel cartone animato Toxic Crusaders, "Toxie" e i suoi amici sono mutanti deformi di dimensioni e forza sovrumane le cui mutazioni sono il risultato dell'esposizione a rifiuti tossici, radiazioni e altri inquinanti ambientali.
- Nel film Krrish 3 sono apparsi molti mutanti chiamati Maanvars, creati da uno scienziato malvagio di nome Kaal.
- Nella serie TV Futurama appaiono diversi mutanti[24].
- In Sign Gene: The First Deaf Superheroes, i mutanti sono sordi e hanno poteri sovrumani attraverso l'uso del linguaggio dei segni. Il protagonista Tom Clerc è il quarto bisnipote del leggendario Laurent Clerc, padre della lingua dei segni americana.
- La mosca; Seth Brundle è uno scienziato brillante e abbastanza solitario che ha costruito una macchina per il teletrasporto. L'apparecchio funziona bene con gli oggetti, ma mostra pericolosi difetti con gli esseri viventi: la presenza di una mosca nella macchina lo tramuterà in un mutante.
- Nella serie TV I Simpson è presente uno scoiattolo mutante con 38 occhi[25].
- In Waterworld il protagonista è un mutante del tutto identico ad un essere umano ma munito di branchie sul collo che gli permettono di respirare sott'acqua.
- Nella serie TV Piccoli Brividi (tratta dal romanzo della collana omonima) L'attacco del mutante è presente come antagonista un mutante[26].
- Nel film Batman & Robin sono presenti delle piante mutanti create e controllate da Edera Velenosa, così come nella serie TV animata Batman[27][28].
- Nel film EXistenZ è presente un mutante incrocio tra una rana, una salamandra e una lucertola.
- Nella serie TV I Griffin nell'episodio La fine del mondo Stewie si trasforma in una piovra mutante[29].

## Galleria d'immagini

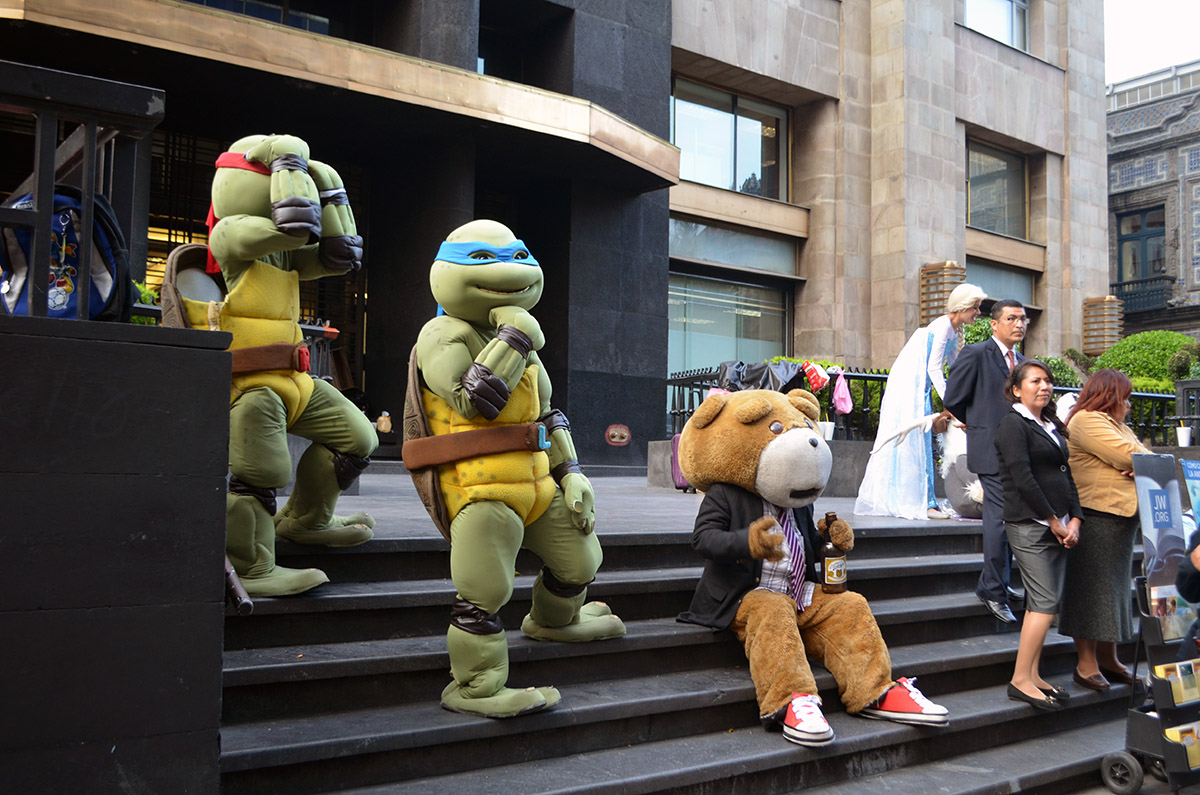
Costumi delle Tartarughe Ninja
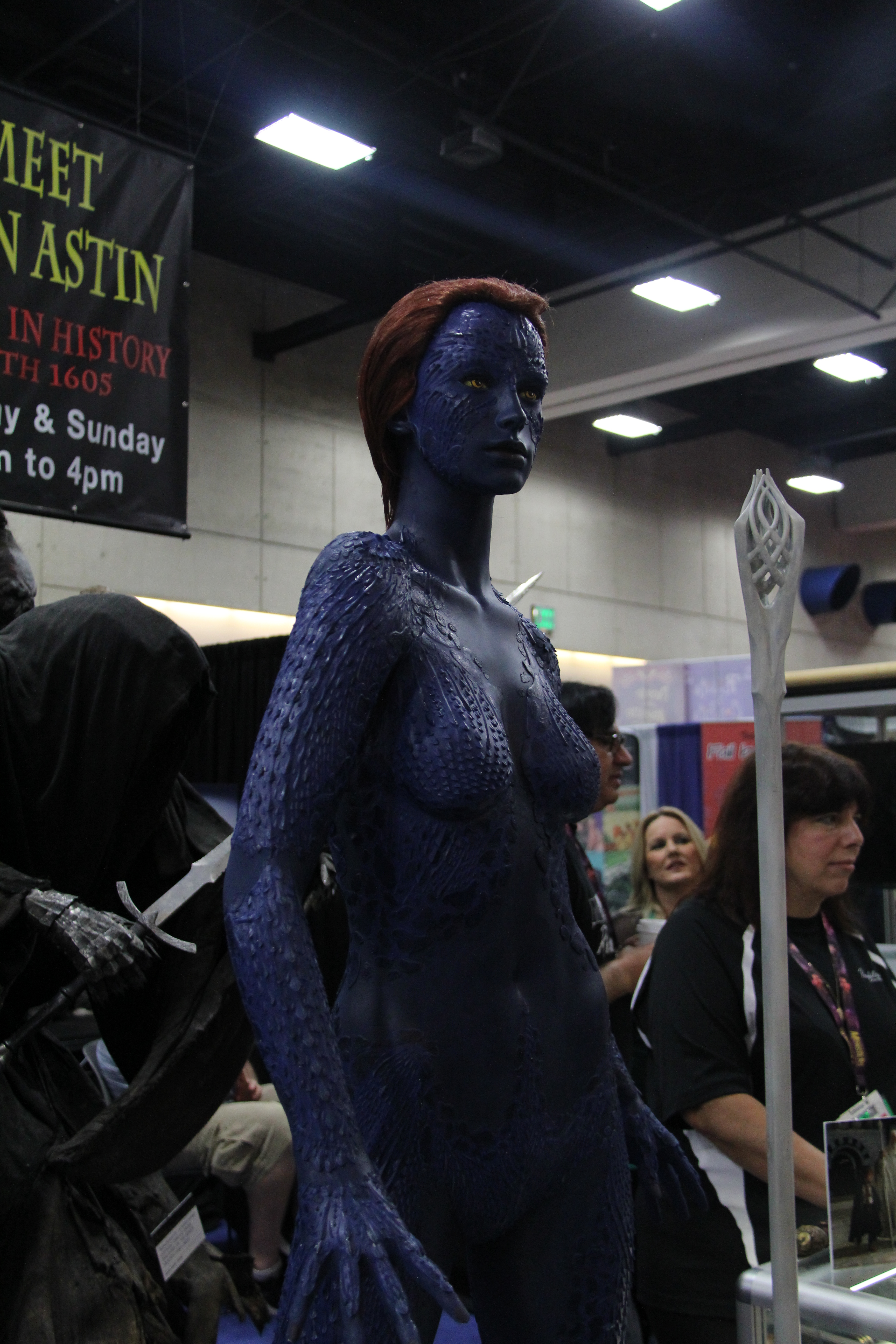
Mystica, uno dei mutanti presenti nella serie X-Men